# Everybody Hurts
«Everybody Hurts» és el vint-i-tresè senzill de la banda estatunidenca R.E.M., el quart extret de l'àlbum Automatic for the People, el 5 d'abril de 1993 per Warner Bros. Records. Posteriorment es va incloure en les compilacions In Time: The Best of R.E.M. 1988–2003 (2003) i R.E.M. Live (2007).

## Producció
L'autoria està compartida per tots els membres de la banda però el bateria Bill Berry en va ser el compositor principal. Michael Stipe tenia la intenció de comptar amb Patti Smith per a la segona veu però la idea no va quallar. Smith va incloure la seva pròpia versió de la cançó com a tema extra de l'àlbum Twelve (2007).
El videoclip va ser dirigit pel director britànic Jake Scott i filmat a San Antonio (Estats Units) el febrer de 1993. La sinopsi està considerablement inspirada en la seqüència inicial de somni de la pel·lícula Fellini 8 ½ (1963) de Federico Fellini. El videoclip estigué disponible posteriorment en format d'alta definició en el canal oficial de la banda de YouTube l'any 2009, que va generar més de 150 milions de visualitzacions fins a principis de 2024.

## Llista de cançons
Totes les cançons foren escrites i compostes per Bill Berry, Michael Stipe, Peter Buck i Mike Mills, excepte les indicades. 
| 1.            | «Everybody Hurts» (edit) | 4:46 |
| 2.            | «Mandolin Strum»         | 3:45 |
| Durada total: | Durada total:            | 8:31 |

| 1.            | «Everybody Hurts»        | 4:56  |
| 2.            | «Mandolin Strum»         | 3:45  |
| 3.            | «Belong» (directe)       | 4:06  |
| 4.            | «Orange Crush» (directe) | 3:58  |
| Durada total: | Durada total:            | 16:45 |

| 1.            | «Everybody Hurts»              | 4:56  |
| 2.            | «Star Me Kitten» (demo)        | 3:04  |
| 3.            | «Losing My Religion» (directe) | 4:54  |
| 4.            | «Organ Song»                   | 3:23  |
| Durada total: | Durada total:                  | 16:17 |

| 1.            | «Everybody Hurts» (edit) | 4:46 |
| 2.            | «Pop Song '89»           | 3:03 |
| Durada total: | Durada total:            | 7:49 |

| 1.            | «Everybody Hurts» (edit)                         | 4:46  |
| 2.            | «New Orleans Instrumental No. 1» (versió llarga) | 3:28  |
| 3.            | «Mandolin Strum»                                 | 3:45  |
| Durada total: | Durada total:                                    | 11:59 |

| 1.            | «Everybody Hurts» (edit)   | 4:46 |
| 2.            | «Chance» (dub)             | 2:32 |
| 3.            | «Dark Globe» (Syd Barrett) | 1:51 |
| Durada total: | Durada total:              | 9:09 |

| 1.            | «Everybody Hurts»          | 4:56  |
| 2.            | «Mandolin Strum»           | 3:45  |
| 3.            | «Chance» (dub)             | 2:32  |
| 4.            | «Dark Globe» (Syd Barrett) | 1:51  |
| Durada total: | Durada total:              | 13:04 |

## Helping Haiti
En un intent de recaptar diners per a les víctimes del terratrèmol d'Haití del 2010, el Primer Ministre britànic Gordon Brown va convèncer l'executiu Simon Cowell per organitzar un senzill caritatiu i Cowell va escollir «Everybody Hurts». Brown va aprovar la renúncia a l'aplicació de l'impost sobre el valor afegit sobre el senzill i R.E.M. també va renunciar a les regalies generades pel senzill. La publicació es va fer sota el nom «Helping Haiti» (en anglès, ajudant Haití).
Els artistes convidats que van interpretar la cançó són (per ordre d'aparició): Leona Lewis, Rod Stewart, Mariah Carey, Cheryl Cole, Mika, Michael Bublé, Joe McElderry, Miley Cyrus, James Blunt, Gary Barlow, Mark Owen, Jon Bon Jovi, James Morrison, Alexandra Burke, Jason Orange, Susan Boyle, JLS, Shane Filan, Mark Feehily, Kylie Minogue, Robbie Williams, Kian Egan, Nicky Byrne.
El senzill es va publicar el 7 de febrer de 2010 i va debutar directament al número 1 a les llistes britànica, irlandesa i belga. Els guanys es van dividir entre la fundació Helping Haiti i el Disasters Emergency Committee, ambdues organitzacions britàniques. Al Regne Unit es van vendre més de 200 mil còpies els primers dies i va superar les 450 mil durant la primera setmana. Finalment va superar les 600 mil unitats venudes al Regne Unit i va ser certificat amb un disc de platí.
Per a la promoció del senzill es va editar un petit documental de cinc minuts que es va emetre pel canal ITV1 el 7 de febrer de 2010. Aquest documental mostra material fotogràfic sobre l'enregistrament de la cançó per part de diversos cantants junt amb imatges reals de les conseqüències del terratrèmol i la devastació d'Haití. El videoclip oficial va ser dirigit per Joseph Kahn i estrenat el 6 de març de 2010.

### Llista de cançons
| Núm.          | Títol                               | Durada |
| ------------- | ----------------------------------- | ------ |
| 1.            | «Everybody Hurts»                   | 5:24   |
| 2.            | «Everybody Hurts» (alternative mix) | 5:35   |
| Durada total: | Durada total:                       | 10:59  |